# Rubén Botta
Rubén Alejandro Botta Montero (San Juan, Argentina, 31 de enero de 1990) es un futbolista de nacionalidad argentina que se desempeña como enganche o extremo. Actualmente juega en Talleres de Córdoba de la Liga Profesional Argentina.

## Trayectoria

### Comienzos
Surgió de Barrio Illia (Hernando, Córdoba). Jugó en las inferiores de Boca Juniors donde fue echado del club debido a malos comportamientos tanto a la hora de jugar como afuera de las canchas, llegando luego al Club Atlético Tigre, en donde se termina de formar.

### Tigre
El 22 de marzo de 2009, debuta con la camiseta de Tigre ante Boca Juniors, en un empate 0 a 0.
Botta marcaría su primer gol en la primera de Tigre el 25 de octubre del 2012, por los octavos de final de la Copa Sudamericana ante Deportivo Quito por el partido de vuelta, donde el 'matador' ganaría por un marcador de 4-0 (pasando a la siguiente instancia, por un resultado global de 4 a 2). Por otro lado, su primer gol por campeonatos de AFA, sería en el Torneo Inicial 2012, en un partido contra Godoy Cruz el 25 de noviembre donde Botta marcaría el 2-0 definitivo.
El 22 de enero de 2013 asiste a Gabriel Peñalba, jugador que marcaría el primer gol de Tigre en toda la historia de la Copa Libertadores, este serviría para lograr la victoria por 2-1 ante Deportivo Anzoátegui de Venezuela. El 29 de enero, marcaría el primero en la victoria por 3-0 en el partido de vuelta contra este mismo club.
El 10 de marzo, marca un gol a San Lorenzo desde el punto del penal en el Nuevo Gasómetro.  Cuatro días más tarde, se da a conocer que el centrocampista argentino de 23 años, Botta, podría dar el salto a Europa en el siguiente verano para incorporarse a las filas del Inter de Milán, al no querer renovar su contrato con Tigre.
El martes 30 de abril, jugando el partido de ida por los octavos de final de la Copa Libertadores contra Olimpia de Paraguay, en una infracción del futbolista paraguayo, Salustiano Candia, Botta debe retirarse antes de tiempo por una lesión. A los dos días, se comprobó que el jugador sufrió una rotura de ligamentos, la cual lo tendría afuera de las canchas por seis meses aproximadamente.

### Inter de Milán
El 7 de agosto de 2013, Botta firma contrato por cinco años con el Internazionale, pero no es presentado oficialmente debido a la lesión de la cual todavía se encontraba recuperándose.
El 8 de enero de 2014, ya aliviado de la lesión que lo dejó afuera por casi ocho meses, fue oficializado como refuerzo del Inter luego de haber estado seis meses a préstamo en el Livorno del mismo país. Al día siguiente debuta oficialmente en la derrota 1 - 0 por Copa Italia frente al Udinese ingresando a los 81 minutos por Mateo Kovačić. Por otro lado, su debut por Serie A se dio el 13 de enero entrando a los 88 minutos por Hugo Campagnaro en el empate en 1 frente al Chievo Verona. 
El 18 de mayo, jugaría su único partido como titular en la temporada, por la última fecha del torneo, donde el Inter perdería 2 a 1 contra el Chievo Verona (igualmente finalizando la temporada en quinta posición y clasificando a la Europa League).

### Chievo Verona
El 27 de agosto de 2014, es presentado como refuerzo del Chievo Verona, llegando a préstamo- por un año junto a su compatriota Ezequiel Schelotto. Su debut oficial en el Chievo sería el 14 de septiembre en la victoria por 1 a 0 en el Stadio San Paolo frente al Napoli ingresando a los 69 minutos por Valter Birsa.

### Pachuca
El 3 de julio de 2015, CF Pachuca le compra la ficha al Inter de Milán por 3.000.000 de dólares y lo integró a su plantel para disputar el Apertura 2015. Su debut oficial sería el 25 de julio frente al Tijuana, donde el Pachuca vencería por 2 a 1 y Botta asistiría el primer gol del equipo realizado por Ariel Nahuelpan a los 20 minutos de la primera parte. El 11 de agosto convertiría su primer gol en la derrota por 4 a 3 frente al Monterrey por la cuarta fecha del torneo marcó el 3 a 3 transitorio a los 70 minutos.
El Clausura 2016 sería un buen torneo en lo grupal para Botta, ya que se consagró campeón en la final contra Monterrey ganando por 1 a 0 la ida el 26 de mayo, y empatando 1 a 1 de visitante, tres días más tarde. Aunque de la liguilla solo disputó unos minutos en la vuelta por los cuartos de final ante el Santos Laguna, durante el torneo regular disputó 15 de las 17 fechas, quedando desafectado sólo las primeras dos fechas. En este torneo, disputó buenos partidos, donde el Pachuca exhibió gran fútbol, como en el 4 a 1 de visitante frente al América donde asistiría en uno de los goles; como también disputaría la goleada por 6 a 0 ante el Veracruz, donde marcaría el 3-0 parcial a los 65 minutos.
Su última experiencia en el fútbol mexicano fue por el Apertura 2016 donde en las primeras seis fechas no estaría ni en el banco de los suplentes.

### San Lorenzo de Almagro
El 27 de enero de 2017, llegó a San Lorenzo de Almagro para reemplazar a Sebastián Blanco, que había sido vendido a la Major League Soccer de Estados Unidos. Su debut en el retorno a la Argentina, luego de casi tres años, fue el 8 de marzo por la Copa Libertadores, en la abultada derrota por 4 a 0 en el Maracaná ante el Flamengo. Su debut en el torneo fue tres días más tarde, ante Belgrano de Córdoba, en el Nuevo Gasómetro, donde el 'Ciclón' ganaría por 2-1. El primer gol que marcó en el club fue el 3 de mayo ante el Atlético Paranaense en el Arena da Baixada, sellando la victoria por 3-0, a los 92 minutos.

## Estadísticas

### Clubes
Actualizado hasta su último partido disputado el 11 de julio de 2025.
| Club                          | Div.          | Temporada     | Liga  | Liga  | Liga   | Copas nacionales | Copas nacionales | Copas nacionales | Torneos internacionales | Torneos internacionales | Torneos internacionales | Total | Total | Total  |
| Club                          | Div.          | Temporada     | Part. | Goles | Asist. | Part.            | Goles            | Asist.           | Part.                   | Goles                   | Asist.                  | Part. | Goles | Asist. |
| ----------------------------- | ------------- | ------------- | ----- | ----- | ------ | ---------------- | ---------------- | ---------------- | ----------------------- | ----------------------- | ----------------------- | ----- | ----- | ------ |
| C. A. Tigre Argentina         | 1.ª           | 2008-09       | 2     | 0     | 0      | —                | —                | —                | —                       | —                       | —                       | 2     | 0     | 0      |
| C. A. Tigre Argentina         | 1.ª           | 2009-10       | 9     | 0     | 1      | —                | —                | —                | —                       | —                       | —                       | 9     | 0     | 1      |
| C. A. Tigre Argentina         | 1.ª           | 2010-11       | 23    | 0     | 4      | —                | —                | —                | —                       | —                       | —                       | 23    | 0     | 4      |
| C. A. Tigre Argentina         | 1.ª           | 2011-12       | 7     | 0     | 1      | 4                | 0                | 0                | —                       | —                       | —                       | 11    | 0     | 1      |
| C. A. Tigre Argentina         | 1.ª           | 2012-13       | 20    | 5     | 3      | —                | —                | —                | 17                      | 6                       | 5                       | 37    | 11    | 8      |
| C. A. Tigre Argentina         | Total club    | Total club    | 61    | 5     | 9      | 4                | 0                | 0                | 17                      | 6                       | 5                       | 82    | 11    | 14     |
| Inter de Milán · Italia       | 1.ª           | 2013-14       | 10    | 0     | 0      | 1                | 0                | 0                | —                       | —                       | —                       | 11    | 0     | 0      |
| Inter de Milán · Italia       | 1.ª           | 2014-15       | —     | —     | —      | —                | —                | —                | 1                       | 0                       | 0                       | 1     | 0     | 0      |
| Inter de Milán · Italia       | Total club    | Total club    | 10    | 0     | 0      | 1                | 0                | 0                | 1                       | 0                       | 0                       | 12    | 0     | 0      |
| Chievo Verona · Italia        | 1.ª           | 2014-15       | 21    | 0     | 0      | —                | —                | —                | —                       | —                       | —                       | 21    | 0     | 0      |
| Chievo Verona · Italia        | Total club    | Total club    | 21    | 0     | 0      | 0                | 0                | 0                | 0                       | 0                       | 0                       | 21    | 0     | 0      |
| C. F. Pachuca · México        | 1.ª           | 2015-16       | 32    | 4     | 6      | 5                | 0                | 0                | —                       | —                       | —                       | 37    | 4     | 6      |
| C. F. Pachuca · México        | 1.ª           | 2016-17       | 14    | 4     | 0      | —                | —                | —                | 1                       | 2                       | 2                       | 15    | 6     | 2      |
| C. F. Pachuca · México        | Total club    | Total club    | 44    | 8     | 6      | 5                | 0                | 0                | 1                       | 2                       | 2                       | 52    | 10    | 8      |
| C. A. San Lorenzo Argentina   | 1.ª           | 2016-17       | 16    | 0     | 2      | —                | —                | —                | 6                       | 1                       | 0                       | 22    | 1     | 2      |
| C. A. San Lorenzo Argentina   | 1.ª           | 2017-18       | 21    | 3     | 1      | —                | —                | —                | 5                       | 0                       | 0                       | 26    | 3     | 1      |
| C. A. San Lorenzo Argentina   | 1.ª           | 2018-19       | 18    | 2     | 1      | 7                | 0                | 1                | 4                       | 0                       | 0                       | 29    | 2     | 2      |
| C. A. San Lorenzo Argentina   | 1.ª           | 2019-20       | 1     | 0     | 0      | —                | —                | —                | —                       | —                       | —                       | 1     | 0     | 0      |
| C. A. San Lorenzo Argentina   | Total club    | Total club    | 56    | 5     | 4      | 7                | 0                | 1                | 15                      | 1                       | 0                       | 78    | 6     | 5      |
| Defensa y Justicia Argentina  | 1.ª           | 2019-20       | 7     | 1     | 0      | —                | —                | —                | 2                       | 0                       | 0                       | 9     | 1     | 0      |
| Defensa y Justicia Argentina  | Total club    | Total club    | 7     | 1     | 0      | 0                | 0                | 0                | 2                       | 0                       | 0                       | 9     | 1     | 0      |
| S. S. Sambenedette · Italia   | 3.ª           | 2020-21       | 31    | 8     | 7      | —                | —                | —                | —                       | —                       | —                       | 31    | 8     | 7      |
| S. S. Sambenedette · Italia   | Total club    | Total club    | 31    | 8     | 7      | 0                | 0                | 0                | 0                       | 0                       | 0                       | 31    | 8     | 7      |
| S. S. C. Bari · Italia        | 3.ª           | 2021-22       | 25    | 4     | 6      | 2                | 0                | 3                | —                       | —                       | —                       | 27    | 4     | 9      |
| S. S. C. Bari · Italia        | 2.ª           | 2022-23       | 27    | 2     | 3      | 3                | 1                | 1                | —                       | —                       | —                       | 30    | 3     | 4      |
| S. S. C. Bari · Italia        | Total club    | Total club    | 52    | 6     | 9      | 5                | 1                | 4                | 0                       | 0                       | 0                       | 57    | 7     | 13     |
| C. A. Colón Argentina         | 1.ª           | 2023          | —     | —     | —      | 17               | 3                | 1                | —                       | —                       | —                       | 17    | 3     | 1      |
| C. A. Colón Argentina         | Total club    | Total club    | 0     | 0     | 0      | 17               | 3                | 1                | 0                       | 0                       | 0                       | 17    | 3     | 1      |
| Talleres de Córdoba Argentina | 1.ª           | 2024          | 21    | 2     | 5      | 15               | 2                | 4                | 7                       | 2                       | 1                       | 43    | 6     | 10     |
| Talleres de Córdoba Argentina | 1.ª           | 2025          | 15    | 0     | 2      | 2                | 1                | 0                | 4                       | 1                       | 1                       | 21    | 2     | 3      |
| Talleres de Córdoba Argentina | Total club    | Total club    | 36    | 2     | 7      | 17               | 3                | 4                | 11                      | 3                       | 3                       | 64    | 8     | 13     |
| Total carrera                 | Total carrera | Total carrera | 318   | 35    | 42     | 56               | 7                | 10               | 47                      | 12                      | 9                       | 421   | 54    | 61     |
| 1. 2.                         |               |               |       |       |        |                  |                  |                  |                         |                         |                         |       |       |        |

## Palmarés

### Campeonatos nacionales
| Título                     | Club                | País      | Año    |
| -------------------------- | ------------------- | --------- | ------ |
| Primera División de México | C. F. Pachuca       | México    | C-2016 |
| Supercopa Internacional    | Talleres de Córdoba | Argentina | 2025   |

### Otros logros
- Ascenso a la Serie B con S. S. C. Bari en 2022.